# Marisela Ortiz
Marisela Ortiz Rivera, maestra y activista social mexicana, defensora de derechos humanos. En 2001 fue cofundadora de la organización Nuestras Hijas de Regreso a Casa tras el asesinato de su alumna Lilia Alejandra García Andrade mientras cursaba educación media. Marisela, al conocer de la desaparición de Lilia Alejandra, apoyó a la familia en su búsqueda. Finalmente, Lilia Alejandra fue asesinada en febrero de 2001. En 2011, tras ser amenazada de muerte en diversas ocasiones se exilió a Estados Unidos. En 2009, fue asesinado su cuñado, también integrante de Nuestras Hijas de Regreso a Casa y en 2013 su hermano. Desde 2011 vive exiliada en Estados Unidos donde ha recibido asilo político.

## Trayectoria
Fue maestra durante treinta años, veinte de ellos en la Normal Superior. El asesinato de su alumna Lilia Alejandra García Andrade en 2001 fue clave para iniciar su activismo.
En honor a su exalumna y motivada por el dolor de la pérdida, emprendió una serie de acciones en protesta por los hechos y la desatención policíaca a este y otros casos, lo que originó el interés de otras familias afectadas que se unieron para exigir la justicia desde un frente común que luego llamaron Nuestras Hijas de Regreso a Casa, una organización no gubernamental que lucha por prevenir y denunciar los feminicidios en Ciudad Juárez, que vienen perpetrándose en esa localidad desde 1993. Junto con Norma Andrade, es copresidenta de la organización.
Marisela ha sido intimidada, perseguida y amenazada de muerte junto con su familia, por haber afectado los intereses del gobierno al difundir la serie de negligencias de las autoridades. Constantemente las autoridades descalifican su participación en la lucha, argumentando que ella no es madre de ninguna víctima, y la acusan de manera injusta de lucro, por el acompañamiento que hace a las familias en busca de la justicia jurídica y el mejoramiento de la calidad de vida de las familias afectadas que componen la organización.
Por su actividad contra los feminicidios y la violencia de género, ha sido amenazada de muerte en diversas ocasiones. El sábado 28 de noviembre de 2009 dos sujetos armados mataron a balazos a Jesús Alfredo Portillo Santos, de 27 años de edad, yerno de Marisela Ortiz, activista, integrante también de Nuestras Hijas de Regreso a Casa y estudiante de diseño gráfico de la Universidad Autónoma de Ciudad Juárez (UACJ).
Ortiz tuvo que pedir ayuda de Amnistía Internacional para su protección personal y la de su familia. El gobierno mexicano le asignó, de manera temporal, personal de protección para ella y su familia.
Al igual que Norma Andrade, actualmente otra de las fundadoras de este grupo, se recupera de un ataque con arma blanca en el rostro ocurrido en Ciudad de México, que la ha llevado a considerar abandonar el país. En marzo de 2011 Marisela Ortiz se vio obligada a optar por el exilio y abandonar Ciudad Juárez, para vivir en Estados Unidos -donde pidió asilo político- ante las reiteradas amenazas en su contra. Días antes de autoexiliarse, apareció un manta con frases intimidatorias en la escuela secundaria donde la activista daba clases en Ciudad Juárez.
En mayo de 2013 fue asesinado su hermano, Jesús Ortíz Rivera, de 43 años, durante un asalto en Ciudad Juárez. Ortíz se encontraba en su negocio cuando dos sujetos intentaron asaltarlo y al forcejear uno de ellos les disparó y lo mató.
Algunos materiales escritos por ella fueron incluidos por el dramaturgo mexicano Humberto Robles en la obra de teatro documental "Mujeres de Arena".
Interviene en el documental "Juárez: la ciudad donde las mujeres son desechables" (2006) y Bajo Juárez de Alejandra Sánchez y José Antonio Codero.